# کوه کاو
کوه کاو (به فرانسوی: Montagne de Kaw) یک کوه و رشته‌کوه در فرانسه است که در گویان فرانسه واقع شده‌است. کوه کاو ۳۳۷ متر بالاتر از سطح دریا واقع شده‌است.